# Протођакон
Протођакон је мирски ђаконски чин у Православној цркви.
Овај чин је једнак протојерејском чину код презвитера и даје се лицима преко десет година службе. Протођакон значи први ђакон, односно одликовани ђакон, први по части.